# Hans Lindblad
Hans Bertil Lindblad (i riksdagen kallad Lindblad i Gävle), född 8 mars 1938 i Gävle Heliga Trefaldighets församling i Gävleborgs län, är en svensk tidningsman, politiker (folkpartist) och författare.
Hans Lindblad, som var son till en försvarsanställd, blev journalist vid Falu-Kuriren 1961 och var ledarskribent för liberala Gefle Dagblad från 1966. Han var andre vice förbundsordförande för Folkpartiets ungdomsförbund 1963 och förste vice förbundsordförande 1964–1969.
Lindblad var riksdagsledamot för Gävleborgs läns valkrets i första kammaren 1969–1970 och därefter i enkammarriksdagen 1976–1982 samt 1985–1993. Han var främst engagerad i försvarsfrågor. Åren 1969–1971 var han redaktör för Folkpartiets interna tidning Utsikt.
Hans Lindblad invaldes 1985 som ledamot av Kungliga Krigsvetenskapsakademien.
Hans självbiografi heter Jag var för snäll och han har skrivit en biografi om folkpartiledaren Sven Wedén.